# سيلفيو أورلاندو
سيلفيو أورلاندو (بالإيطالية: Silvio Orlando)‏ هو لاعب اتحاد الرغبي إيطالي، ولد في 9 فبراير 1981 في البندقية في إيطاليا.

## وصلات خارجية
- سيلفيو أورلاندو عل موقع إسبنسكروم (الإنجليزية)
- سيلفيو أورلاندو على موقع ItsRugby.co.uk (الإنجليزية)
- سيلفيو أورلاندو على موقع CONI honoured athlete website (الإيطالية)